# 미디어 플래닝
미디어 플래닝(Media planning), 미디어 기획은 일반적으로 아웃소싱되며 클라이언트의 브랜드나 제품에 사용할 최적의 미디어 플랫폼을 소싱하고 선택하는 작업이 수반된다. 미디어 기획의 목표는 고객의 목표를 달성하기 위해 최상의 미디어 조합을 결정하는 것이다.
기획 과정에서 미디어 기획자는 다음과 같은 질문에 대답해야 한다.
- 다양한 매체를 통해 얼마나 많은 청중에게 다가갈 수 있는가?
- 광고는 어떤 미디어(및 광고 수단)에 게재되어야 하는가?
- 광고는 얼마나 자주 게재되어야 하는가?
- 각 매체에 얼마의 비용을 지출해야 하는가?

사용할 광고 유형이나 미디어를 선택하는 것은 예산과 노하우가 제한된 소규모 기업에게는 어려울 수 있다. 대형 TV와 신문은 작은 지역에만 서비스를 제공하는 회사에 비해 가격이 너무 비싼 경우가 많다(지역 신문도 사용할 수 있음). 지역 잡지가 아닌 이상 잡지는 일반적으로 너무 많은 영역을 다루기 때문에 소규모 회사의 경우 비용 효율성이 낮지만 일부 국가 간행물에서는 지역 또는 도시 판을 제공한다. 소셜 미디어의 출현 이후 예산이 제한된 소규모 기업은 비용 효율적이고, 관리하기 쉽고, 정확하며, 높은 ROI를 제공하는 소셜 미디어 광고를 사용하여 이점을 누릴 수 있다. 일부 대행사에서는 미디어 기획자가 미디어 구현자와 협력한다.